# Antoni Dymnicki
Antoni Dymnicki (ur. 1873, zm. 1944) – polski przedsiębiorca, radny Rady Miasta Jarosławia.

## Życiorys
Urodził się 11 stycznia 1873 w Zarzeczu koło Przeworska jako syn Jana i Katarzyny Dymnickiej z Iwanickich. Później przeniósł się do Jarosławia. Po ukończeniu Gimnazjum Realnego w Jarosławiu wyjechał do Mittweida w Saksonii, gdzie jako stypendysta Wydziału Krajowego studiował w Wyższej Szkole Technicznej, uzyskując przed I wojną światową tytuł inżyniera mechanika. Był prezesem Stowarzyszenia Rzemieślniczego „Gwiazda” (1907-1939) i członkiem „Sokoła”. Proponowano mu posadę w firmie Hipolita Cegielskiego w Poznaniu, ale postanowił zostać w Jarosławiu. Za produkowane w pracowni taczki żelazne i saperskie oraz wózki magazynowe i platformy otrzymał w 1908 srebrny medal podczas wystawy przemysłowej i rolniczej w Jarosławiu zaś w 1926 na I ogólnopolskiej wystawie złoty medal za żelazne taczki budowlane i nagrodę honorową Ministra Robót Publicznych. W latach 1924–1939 był radnym miejskim i zarazem członkiem komisji gazowniczej oraz do spraw podatku majątkowego i przemysłowego. Wiceprzewodniczący Rady Miasta w latach 1928–1939. W 1934 wszedł w skład zarządu Rady Miejskiej. Za osiągnięcia w rzemiośle w 1937 został odznaczony srebrnym krzyżem zasługi. Wyznaczony został po wkroczeniu Niemców na jednego z 47 zakładników miasta. Zmarł 1 stycznia 1944 w Jarosławiu i został pochowany w grobowcu rodzinnym.

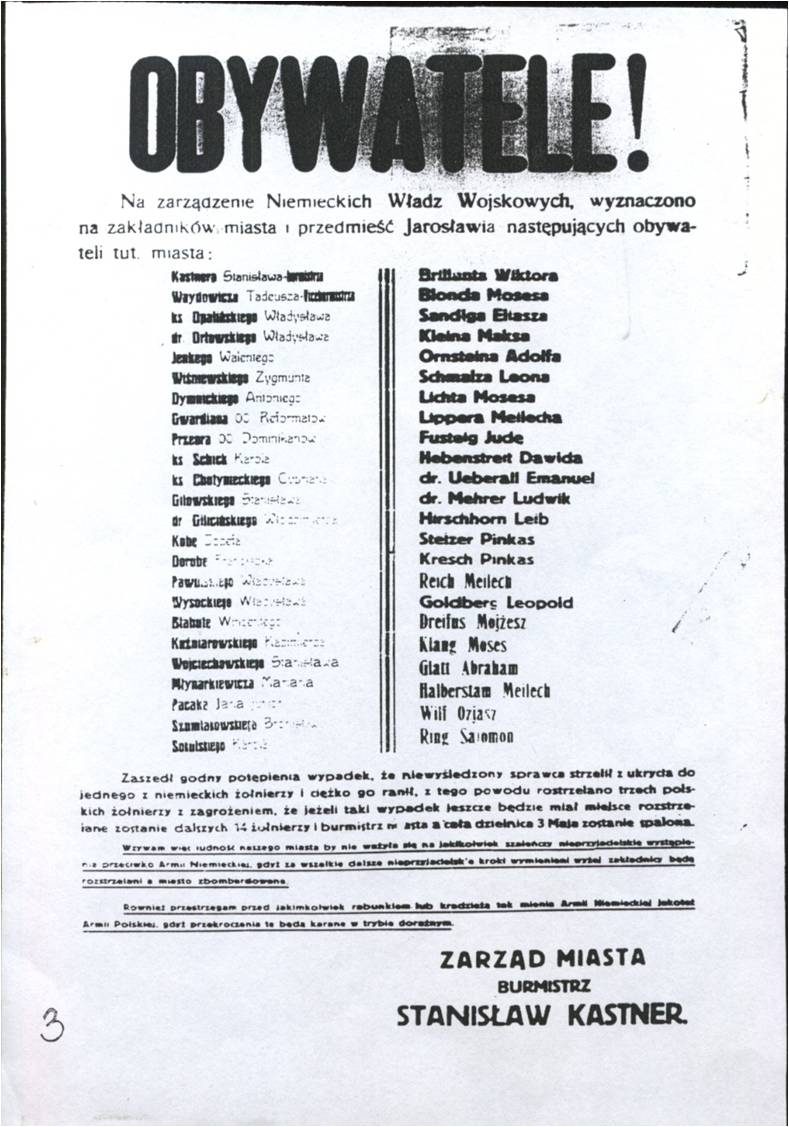
Lista zakładników miasta

## Nagrody
- 1908 – srebrny medal za taczki żelazne i saperskie oraz wózki magazynowe i platformy
- 1926 – złoty medal za żelazne taczki budowlane i nagrodę honorową Ministra Robót Publicznych
- 1937 – Srebrny Krzyż Zasługi